# Elitedivisionen (tennis)
 For alternative betydninger, se Elitedivisionen. (Se også artikler, som begynder med Elitedivisionen)
Elitedivisionen er en den øverste række i Dansk Tennis Forbunds (DTF) danmarksmesterskab for hold. 
DM for klubhold finder sted to gange årligt – indendørs og udendørs. Turneringen bliver afviklet indendørs i perioden fra oktober til april, hvor holdene spiller om Dansk Tennis Forbunds medajler og pokaler, mens udendørsturneringen bliver afviklet i perioden fra maj til september, hvor holdene kæmper om Danmarks Idræts-Forbunds mesterskabsplaquette.
Elitedivisionen omfatter otte tennisklubber, der hver deltager med ét hold, som mindst består af fire herrespillere og to damespillere. Klubholdene spiller alle mod alle én gang i grundspillet, der består af syv spillerunder. De fire hold med flest point efter grundspillet deltager derefter i et slutspil, der bliver spillet som semifinaler og finale. Klubben, der vinder finalen, bliver danmarksmester. 
I Elitedivisionen er der hvert år to hold, der rykker ud, og de erstattes af de to bedste hold fra 1. division.

## Divisionsholdturneringen
Divisionsholdturneringen (DH) indeholder følgende fire rækker med højeste række først: Elitedivisionen, 1. division, 2. division og 3. division. Under 3. division afvikler unionerne holdturneringsserier, hvor den bedste række i hver af unionerne kan kvalificere sig til at deltage i divisionsholdturneringen i 3. division. 